# 內大臣 (清朝)
內大臣為清朝設置的侍衛處系統武職官員，侍衛處次高位階長官，職掌輔佐協助領侍衛內大臣統領侍衛、親軍營，扈從宿衛。

## 建置
順治元年（1644年），設置內大臣，上三旗（鑲黃旗、正黃旗、正白旗）每旗各2人，共6人，初秩正一品，後改為從一品。缺出，由皇帝於散秩大臣、滿洲都統、前鋒統領、護軍統領內特簡擢用。
皇帝出入巡幸時，內大臣得兼充前引大臣。升轉時得補授領侍衞內大臣、鑾儀衞掌衛事大臣，另得兼授侍郎、副都統、將軍、總督、巡撫等高級職官。
內大臣入朝均佩掛數珠，佩刀值宿。內大臣養廉銀，每人每年給四百兩，於春秋二季咨戶部支領。內大臣如兼侍郎、副都統者不併給，兼將軍、總督、巡撫者不給。

## 冑制
內大臣、和碩額駙、郡主額駙、內大臣上行走之公侯伯、散秩大臣之冑，以練鐵打造，或以皮革髹漆，頂端安插蜜鼠尾，周圍垂下朱髦，其餘與領侍衛內大臣相同。